# الکفورک (کنتاکی)
الکفورک (به انگلیسی: Elkfork) یک منطقهٔ مسکونی در ایالات متحده آمریکا است که در شهرستان مورگان، کنتاکی واقع شده‌است. الکفورک ۲۶۰٫۹۱ متر بالاتر از سطح دریا واقع شده‌است.